# 新开河 (上海)
新开河，上海地区名，指上海黄浦区中山东二路和新开河路一带地区，上海老城厢以东。以原有的河道命名。

## 历史
1849年，上海法租界建立，十二年后，法租界以修建皇家游船码头为由，再度扩张。此时，法租界的最南方界线延伸至方浜以北。当时，上海县城有城墙和护城河围绕。城内主要有方浜、肇家浜和薛家浜等河流提供日常居民用水。而这些河流与护城河相接，并最终汇入黄浦江。
随着城市的发展，上海县城内人口也呈快速增长，城内河道逐渐被侵占。最后造成方浜、薛家浜、肇家浜和护城河的水系运转不畅。同时，城外的租界因临近黄浦江，并且位于上海县城水系的下游。于是，一到6、7月份，上海进入黄梅天，大量降水使得原先不舒畅的水系更不堪重负。城内大量降雨流入护城河，而护城河不能快速排出，结果积水溢出，灌入地势较低的法租界，对法租界的市政环境造成很大的影响。为了解决这一问题，1874年，法租界自上海县城东北角护城河起开凿一条通往黄浦江的人工河道，以帮助疏通水系。因为这条河是人工新开凿河流，因此被称作为“新开河”。
由于新开河从护城河东北角开始，而上海城墙的东北角方位原有观音阁和祭祀天妃的“丹凤楼”，英语中称之为“Joss House”（“烧香楼”），后来华人根据英文转译时，便将新开河也译作为“寺浜”。所以在黄浦江边跨越新开河的桥梁也被称为新开河桥、寺浜桥或者天妃宫桥。1908年，新开河被填埋，原河道即今天新开河路。尽管河道被填埋，但这一地区仍旧以原有河道的名称命名。
新开河由于地处华界与法租界的交会地区，同时又是连接通往十六铺地区的必经地区。因此，从1880年起，这里逐渐发展成热闹的货物集散地。1910年，填浜后的空地被建成居民用房，而南北两处剩余空地被修筑成两条马路，并命名为南新开河路和北新开河路。1949年中共建政以后，由于宏观政治形势，这一地区的集贸市场逐渐衰落。2000年以后，随着古城公园的兴建，南北新开河路被合并为一条道路，即今新开河路。现在这一地区主要为城市绿化和传统住宅区为主，同时也是外滩风貌区的最南端。